# رود ماتانیکاو
رودخانه ماتانیکاو (به لاتین: Matanikau River) یک رود در جزایر سلیمان است که در جزایر سلیمان واقع شده‌است.